# Oberon Dam
Oberon Dam är en dammbyggnad i Australien. Den ligger i kommunen Oberon och delstaten New South Wales, i den sydöstra delen av landet, omkring 130 kilometer väster om delstatshuvudstaden Sydney.
Trakten runt Oberon Dam är nära nog obefolkad, med mindre än två invånare per kvadratkilometer.. Närmaste större samhälle är Oberon, nära Oberon Dam. 
Trakten runt Oberon Dam består till största delen av jordbruksmark. Genomsnittlig årsnederbörd är 966 millimeter. Den regnigaste månaden är februari, med i genomsnitt 180 mm nederbörd, och den torraste är oktober, med 44 mm nederbörd.